# هلدر روزاریو
هلدر روزاریو (انگلیسی: Hélder Rosário؛ زادهٔ ۹ مارس ۱۹۸۰) بازیکن سابق فوتبال اهل پرتغال است که در پست مدافع میانی بازی می‌کرد.